# Ján Popluhár
Ján Popluhár (Bernolákovo, 12 agosto 1935 – Bernolákovo, 6 marzo 2011) è stato un calciatore cecoslovacco, di ruolo difensore.
Fu eletto calciatore cecoslovacco dell'anno nel 1965, la prima edizione del riconoscimento.
Gli è stato dedicato l'asteroide 267585 Popluhár, scoperto nell'ambito del progetto NEAT.

## Palmarès

### Club
- Campionato cecoslovacco: 1

Slovan Bratislava: 1955
- Coppa di Cecoslovacchia: 1

Slovan Bratislava: 1967-1968

### Individuale
- Calciatore cecoslovacco dell'anno: 1

1965